# Inka Słodkowska
Inka Słodkowska, właśc. Irena Anna Słodkowska (ur. 26 listopada 1956 w Warszawie) – polska socjolożka i publicystka, doktor habilitowany nauk społecznych, pracownik naukowy Instytutu Studiów Politycznych PAN.

## Życiorys
W 1980 ukończyła studia w Instytucie Socjologii Uniwersytetu Warszawskiego. W 2003 w tej samej jednostce uzyskała stopień doktora nauk humanistycznych na podstawie rozprawy zatytułowanej Społeczeństwo obywatelskie na tle historycznego przełomu. Polska 1980–1989. Promotorem jej prac magisterskiej i doktorskiej był profesor Jerzy Szacki. W 2014 wszczęto jej postępowanie habilitacyjne w oparciu o prace pt. Komitety obywatelskie 1989–1992. Rdzeń polskiej transformacji. Stopień doktora habilitowanego nauk społecznych w zakresie nauk o polityce uzyskała w ISP PAN.
W 1981 podjęła pracę jako badaczka w Ośrodku Prac Społeczno-Zawodowych Komisji Krajowej NSZZ „Solidarność”. W latach 1982–1996 była publicystką „Więzi”, a od 1988 do 1992 również „Przeglądu Katolickiego”. Publikowała również m.in. w „Tygodniku Powszechnym” i „W Drodze”, a po 1989 również w „Gazecie Wyborczej”, „Rzeczpospolitej” i „Życiu Warszawy”. Od 1982 swoje artykuły i publikacje książkowe sygnuje jako Inka Słodkowska.
W 1989 pracowała w Zespole ds. Kontaktów z Regionami Ogólnopolskiego Biura Wyborczego Komitetu Obywatelskiego, a następnie w Zespole ds. Współpracy z Komitetami Obywatelskimi. W latach 1991–1994 była konsultantką w Biurze Studiów i Analiz Senatu RP. Od 1993 zawodowo związana z Instytutem Studiów Politycznych Polskiej Akademii Nauk. Objęła stanowisko kierownika Archiwum Partii Politycznych w Zespole Najnowszej Historii Politycznej, a w 2013 redaktora serii wydawniczej „Wybory w wolnej Polsce”. Jest redaktorką regularnych publikacji poświęconych partiom politycznym i programom wyborczym w okresie III RP. W pracy naukowej specjalizuje się w zagadnieniach z zakresu historii myśli społecznej oraz socjologii zmian społecznych.

## Odznaczenia
W 2012, za wybitne zasługi w dokumentowaniu i upowszechnianiu wiedzy źródłowej o najnowszej historii Polski, odznaczona Krzyżem Kawalerskim Orderu Odrodzenia Polski.